# Bogheștii de Sus, Vrancea
Bogheștii de Sus este un sat în comuna Boghești din județul Vrancea, Moldova, România. Se află în partea de est a județului, în Colinele Tutovei.